# بحيرة شيفساجار
بحيرة شيفساجار هو عبارة عن خزان مائي يقع في ولاية ماهاراشترا، الهند. وقد تشكلت البحيرة بعد أن تم حجز مياه نهر كوينا من قبل سد كوينا والذي تم بنائه على النهر. ويبلغ طوله 50 كم أي مايعادل (31 ميل) وعمقه 80 متر (262 قدم)

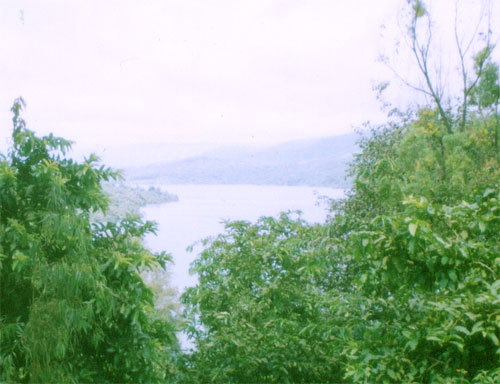
بحيرة شيفساجار